# 北美电话区号813
电话区号813是北美地区电话号码计划（NANP）为佛罗里达州坦帕和周边地区，如泽弗希尔斯和奥德马尔分配的区号。
区号813的中心局前缀完全用尽迫在眉睫，区号656已被分配为重叠区号，预计于2022年2月中下旬启用。传统的七位本地拨号将于2022年1月中下旬消失，十位拨号将开始。